# Axioma de unión
En teoría de conjuntos, el axioma de unión es un axioma que postula que la unión de una colección de conjuntos cualquiera existe.

## Enunciado
El axioma de unión afirma sencillamente que la unión de una familia de conjuntos —el conjunto que contiene todos los elementos de cada conjunto de la familia— existe:
| Axioma de unión {\displaystyle \forall A\exists X:\forall Y,Y\in X\Leftrightarrow \exists B\in A:Y\in B} |

En palabras: «para cada conjunto A existe otro, X, compuesto exactamente por los elementos de los elementos de A». Esto permite hablar con propiedad de la unión de un conjunto —la unión de todos sus elementos—:
| {\displaystyle \bigcup A=X\|\forall Y,Y\in X\Leftrightarrow \exists B\in A,Y\in B} |

La unión de dos conjuntos —o un número finito cualquiera— es un caso particular de esta construcción:

{\displaystyle A\cup B=\bigcup \{A,B\}}

y, adoptando el axioma del par, existe siempre.

## Consistencia relativa
El axioma de unión (AU) es completamente independiente del resto de axiomas de Zermelo-Fraenkel (ZF). En la gran mayoría de los modelos de ZF que se construyen AU es cierto, por lo que es consistente con el resto de axiomas. Por otro lado, existen modelos de ZFC (incluyendo el axioma de elección) en los que el axioma de unión es falso, por lo que no puede demostrarse del resto de ZFC (ni del resto ZF en particular).